# افشار (دینار)
افشار (به ترکی استانبولی: Afşar) یک منطقهٔ مسکونی در ترکیه است که در دینار (شهر) واقع شده‌است.